# 佐賀県立嬉野高等学校
佐賀県立嬉野高等学校（さがけんりつ うれしのこうとうがっこう）は、佐賀県嬉野市嬉野町大字下宿甲（嬉野校舎）と佐賀県嬉野市塩田町大字馬場下甲（塩田校舎）に所在する公立の高等学校。通称は「嬉高」（きこう・うれこう）。

## 設置学科
- 総合学科（嬉野校舎総合学科キャンパス）
  - 社会福祉系列
  - 情報ビジネス系列
  - 観光・流通系列
- 工業科（塩田校舎工業科キャンパス）
  - 機械科
  - 電気科
  - 建築科

## 沿革

### 旧佐賀県立塩田工業高等学校[1]
江戸時代、塩田津の町並みの一角をなし、校内には蓮池藩の頭人役所、上使屋、藩校があった。
- 1964年（昭和39年） - 佐賀県立塩田工業高等学校開校（機械科、電気科、建築科）。校舎竣工。
- 1990年（平成2年） - 情報技術科新設
- 2018年 - 佐賀県立高等学校再編整備実施計画により佐賀県立嬉野高等学校と統合
- 2020年- 閉校。

### 旧佐賀県立嬉野高等学校
- 1953年（昭和28年）4月1日 - 佐賀県立鹿島高等学校嬉野分校設置。現在地に校舎竣工。
- 1956年（昭和31年）4月1日 - 佐賀県立嬉野高等学校（定時制）として独立。
- 1961年（昭和36年）4月1日 - 佐賀県立嬉野商業高等学校に改称（全日制商業科を設置）。
- 2000年（平成12年）4月1日 - 佐賀県立嬉野高等学校に改称（総合学科に改編）。
- 2018年（平成30年）4月 - 佐賀県立塩田工業高等学校と統合し（新校）佐賀県立嬉野高等学校が開校。旧嬉野高校の校舎は総合学科キャンパスとして活用される。なお、在校生はそのまま1953年設立の佐賀県立嬉野高等学校に在籍する。
- 2020年3月 - 1953年設立の佐賀県立嬉野高等学校が閉校。

### 佐賀県立嬉野高等学校
- 2018年（平成30年）4月 - 塩田工業と統合し佐賀県立嬉野高等学校が新たに開校。旧嬉野高校校舎が嬉野校舎総合学科キャンパス、旧塩田工業高校校舎が塩田校舎工業科キャンパスに分かれて学ぶ。

## 教育方針
- 生徒の個性を尊重した教育の実践を通して生徒の自己教育力を高める。
- 健全な体と豊かな心を育て、たくましい生きる人間の育成をはかる。
- 地域に根ざした教育の推進をはかり、社会に貢献できる人材を育成する。

## 部活動

### 運動部
- ソフトテニス
- 卓球
- 野球
- バドミントン
- バレーボール
- バスケットボール
- 陸上
- 剣道
- ソフトボール

### 文化部
- ソングリーディング
- 情報処理
- 簿記
- JRC
- 美術
- 和太鼓
- 同好会・愛好会
- 書道同好会
- 茶華道同好会
- 中国語愛好会

## 著名な出身者
- 山下ひかる（ソフトテニス日本代表）